# Kanovaren op de Middellandse Zeespelen 2009
Kanovaren is een van de sporten die beoefend werden tijdens de Middellandse Zeespelen 2009 in Pescara, Italië. Er waren zes onderdelen: vier voor mannen, twee voor vrouwen.

## Uitslagen

#### Mannen
| Event     | Goud                                           | Goud     | Zilver                                 | Zilver   | Brons                                  | Brons    |
| --------- | ---------------------------------------------- | -------- | -------------------------------------- | -------- | -------------------------------------- | -------- |
| K1 500 m  | Michail Papasavvas                             | 1.52,871 | Djordje Pavlovic                       | 1.57,881 | Orcun Tolga Karaoglanoglu              | 2.00,367 |
| K1 1000 m | Maximilian Benassi                             | 3.46,070 | Marko Tomicevic                        | 3.46,940 | Stjepan Janic                          | 3.48,390 |
| K2 500 m  | Spanje Saul Craviotto Rivero Carlos Perez Rial | 1.29,163 | Frankrijk Arnaud Hybois Etienne Hubert | 1.29,425 | Italië Filippo Falli Alberto Regazzoni | 1.30,865 |
| K2 1000 m | Italië Luca Piemonte Maximilian Benassi        | 3.19,840 | Frankrijk Arnaud Hybois Etienne Hubert | 3.20,350 | Servië Dusko Stanojevic Dejan Pajic    | 3.20,550 |

#### Vrouwen
| Event     | Goud              | Goud     | Zilver                     | Zilver   | Brons           | Brons    |
| --------- | ----------------- | -------- | -------------------------- | -------- | --------------- | -------- |
| K1 500 m  | Spela Ponomarenko | 1.50,046 | Maria Teresa Portela Rivas | 1.50,372 | Josefa Idem     | 1.51,581 |
| K1 1000 m | Josefa Idem       | 4.08,250 | Antonja Nadj               | 4.09,590 | Stefania Cicali | 4.11,970 |

## Medaillespiegel
| Plaats | Land      | Goud | Zilver | Brons | Totaal |
| 1      | Italië    | 3    | 0      | 3     | 6      |
| 2      | Spanje    | 2    | 1      | 1     | 4      |
| 3      | Slovenië  | 1    | 0      | 0     | 1      |
| 4      | Servië    | 0    | 2      | 1     | 3      |
| 5      | Frankrijk | 0    | 2      | 0     | 2      |
| 6      | Kroatië   | 0    | 1      | 1     | 2      |
| Totaal | Totaal    | 6    | 6      | 6     | 18     |

1979 · 1991 · 1993 · 1997 · 2005 · 2009 · 2013 · 2018
Atletiek · Basketbal · Bocce · Boksen · Gewichtheffen · Golf · Gymnastiek · Handbal · Judo · Kanovaren · Karate · Paardensport · Roeien · Schermen · Schietsport · Tafeltennis · Tennis · Voetbal · Volleybal · Waterpolo · Waterskiën · Wielersport · Worstelen · Zeilen · Zwemmen